# Motocikel
Motocikel je izraz za vozilo na dveh ali tudi treh kolesih. 
Motocikli so različnih oblik in velikosti ter moči, design pa je odvisen večinoma od namena uporabe, npr. cestno hitrostno dirkanje, dolga potovanja, dnevne vožnje zunaj naselij, hitro dnevno premikanje v prometnih zamaških v mestih, vožnja in premagovanje ovir zunaj cest, in podobno. V marsikaterem delu sveta so motocikli med najcenejšimi in najpogostejšimi oblikami motoriziranega transporta.

## Proizvajalci in vrste motociklov
- Japonska: Honda, Kawasaki, Suzuki, Yamaha
- ZDA: Buell, Harley-Davidson, Indian Motorcycle
- Indija: Bajaj, Hero Honda
- Evropa:  Aprilia, BMW, Ducati, KTM, Moto Guzzi, MV Agusta, Piaggio, Triumph, Jawa, Norton Motorcycle Company

Najbolj prodajani motocikel vseh časov je Honda Super Cub, ki so ga prodali v več kot 60 milijonih kosov, in je po 50 letih še vedno v serijski proizvodnji. Prvič so ga predstavili leta 1958 na Japonskem .
V Sloveniji je med leti 1954 in 2019 kolesa z motorjem, motocikle ter dvotaktne motorne agregate proizvajala tovarna TOMOS.

## Kategorizacija motornih koles
Kategorija L1: Mopedi (kolesa z motorjem) - dvokolesna motorna vozila (brez stranske prikolice), katerih največja konstrukcijsko določena hitrostjo ne presega 45 km/h in katerih delovna prostornina motorja z notranjim zgorevanjem ne presega 50 cm³ oziroma trajna nazivna moč njihovega elektromotorja ne presega 4 kW.
Kategorija L2: Mopedi (kolesa z motorjem) - trikolesna motorna vozila (s stransko prikolico), katerih največja konstrukcijsko določena hitrostjo ne presega 45 km/h in katerih delovna prostornina motorja z notranjim zgorevanjem ne presega 50 cm3, največja nazivna moč drugih motorjev z notranjim zgorevanjem ne presega 4 kW oziroma največja trajna nazivna moč njihovega elektromotorja ne presega 4 kW.
Kategorija L3: Motorna kolesa - dvokolesna motorna vozila (brez stranske prikolice) z največjo konstrukcijsko določeno hitrostjo večjo od 45 km/h in/ali katerih delovna prostornina motorja, če je to motor z notranjim zgorevanjem, presega 50 cm³.
Kategorija L4: Motorna kolesa - trikolesna motorna vozila (s stransko prikolico) z največjo konstrukcijsko določeno hitrostjo večjo od 45 km/h in/ali katerih delovna prostornina motorja, če je to motor.